# Starkville (Mississipi)
Starkville és una població dels Estats Units a l'estat de Mississipi. Segons el cens del 2000 tenia 21.869 habitants.

## Demografia
Segons el cens del 2000, Starkville tenia 21.869 habitants, 9.462 habitatges, i 4.721 famílies. La densitat de població era de 328,7 habitants per km².
Dels 9.462 habitatges en un 24,1% hi vivien nens de menys de 18 anys, en un 34,1% hi vivien parelles casades, en un 13% dones solteres, i en un 50,1% no eren unitats familiars. En el 32,1% dels habitatges hi vivien persones soles el 6,3% de les quals corresponia a persones de 65 anys o més que vivien soles. El nombre mitjà de persones vivint en cada habitatge era de 2,24 i el nombre mitjà de persones que vivien en cada família era de 2,92.
Per edats la població es repartia de la següent manera: un 20% tenia menys de 18 anys, un 29,7% entre 18 i 24, un 26,6% entre 25 i 44, un 15,2% de 45 a 60 i un 8,6% 65 anys o més.
L'edat mediana era de 25 anys. Per cada 100 dones de 18 o més anys hi havia 101,5 homes.
La renda mediana per habitatge era de 22.590$ i la renda mediana per família de 39.557$. Els homes tenien una renda mediana de 35.782$ mentre que les dones 21.711$. La renda per capita de la població era de 16.272$. Entorn del 18,1% de les famílies i el 31,1% de la població estaven per davall del llindar de pobresa.

## Poblacions més properes
El següent diagrama mostra les poblacions més properes.